# Lekkoatletyka na Letnich Igrzyskach Olimpijskich 2024 – bieg na 800 m kobiet
Bieg na 800 m kobiet podczas XXXIII Letnich Igrzysk Olimpijskich w Paryżu odbył się w dniach 2–5 sierpnia 2024. Do rywalizacji przystąpiło 50 sportowców. Areną zawodów był Stade de France. Mistrzem olimpijskim została reprezentantka Wielkiej Brytanii Keely Hodgkinson.

## Terminarz
| Data            | Godzina rozpoczęcia |            |
| 2 sierpnia 2024 | 19:45               | Eliminacje |
| 3 sierpnia 2024 | 11:10               | Repasaże   |
| 4 sierpnia 2024 | 20:40               | Półfinał   |
| 5 sierpnia 2024 | 21:47               | Finał      |

## Rekordy
Przed rozpoczęciem zawodów aktualny rekord świata i rekord olimpijski były następujące:
| WR | Jarmila Kratochvílová | 1:53,28 | Monachium | 26 lipca 1983 |
| OR | Nadieżda Olizarenko   | 1:53,43 | Moskwa    | 27 lipca 1980 |

## Runda 1
Rozegrano 6 biegów eliminacyjnych. Do półfinału awansowało 3 pierwsze zawodniczki z każdego biegu. Pozostałe zawodniczki które ukończyły bieg trafiły do rundy repasaży.

### Bieg 1
| Poz. | Zawodnik            | Reprezentacja     | Czas     | Uwagi |
| ---- | ------------------- | ----------------- | -------- | ----- |
| 1.   | Jemma Reekie        | Wielka Brytania   | 2:00,00  | Q     |
| 2.   | Gabriela Gajanová   | Słowacja          | 2:00,29  | Q     |
| 3.   | Juliette Whittaker  | Stany Zjednoczone | 2:00,442 | Q     |
| 4.   | Valentina Rosamilia | Szwajcaria        | 2:00,445 |       |
| 5.   | Jazz Shukla         | Kanada            | 2:00,80  |       |
| 6.   | Léna Kandissounon   | Francja           | 2:00,97  |       |
| 7.   | Habitam Alemu       | Etiopia           | 2:02,19  |       |
| 8.   | Amal Al Roumi       | Kuwejt            | 2:11,35  |       |
| 9.   | Layla Almasri       | Palestyna         | 2:12,21  |       |

### Bieg 2
| Poz. | Zawodnik            | Reprezentacja     | Czas    | Uwagi |
| ---- | ------------------- | ----------------- | ------- | ----- |
| 1.   | Daily Cooper Gaspar | Kuba              | 1:58,88 | Q     |
| 2.   | Prudence Sekgodiso  | Południowa Afryka | 1:59,84 | Q     |
| 3.   | Rachel Pellaud      | Szwajcaria        | 2:00,07 | Q     |
| 4.   | Halimah Nakaayi     | Uganda            | 2:00,51 |       |
| 5.   | Nelly Jepkosgei     | Bahrajn           | 2:00,63 |       |
| 6.   | Flávia de Lima      | Brazylia          | 2:00,73 |       |
| 7.   | Lorena Martín       | Hiszpania         | 2:02,52 |       |
| 8.   | Anna Wielgosz       | Polska            | 2:02,54 |       |

### Bieg 3
| Poz. | Zawodnik                | Reprezentacja   | Czas    | Uwagi |
| ---- | ----------------------- | --------------- | ------- | ----- |
| 1.   | Worknesh Mesele         | Etiopia         | 1:58,07 | Q     |
| 2.   | Rénelle Lamote          | Francja         | 1:58,59 | Q     |
| 3.   | Phoebe Gill             | Wielka Brytania | 1:58,53 | Q     |
| 4.   | Eloisa Coiro            | Włochy          | 1:59,19 |       |
| 5.   | Vivian Chebet Kiprotich | Kenia           | 1:59,90 |       |
| 6.   | Rose Mary Almanza       | Kuba            | 2:00,36 |       |
| 7.   | Anita Horvat            | Słowenia        | 2:00,91 |       |
| -    | Assia Raziki            | Maroko          | DQ      |       |

### Bieg 4
| Poz. | Zawodnik             | Reprezentacja                      | Czas    | Uwagi |
| ---- | -------------------- | ---------------------------------- | ------- | ----- |
| 1.   | Keely Hodgkinson     | Wielka Brytania                    | 1:59,31 | Q     |
| 2.   | Nia Akins            | Stany Zjednoczone                  | 1:59,67 | Q     |
| 3.   | Noélie Yarigo        | Benin                              | 1:59,68 | Q     |
| 4.   | Eveliina Määttänen   | Finlandia                          | 2:00,02 |       |
| 5.   | Majtie Kolberg       | Niemcy                             | 2:00,05 |       |
| 6.   | MOratile Nowe        | Botswana                           | 2:01,00 |       |
| 7.   | Catriona Bisset      | Australia                          | 2:01,60 |       |
| 8.   | Adelle Tracey        | Jamajka                            | 2:03,47 |       |
| 9.   | Perina Lokure Nakang | Olimpijska reprezentacja uchodźców | 2:08,20 |       |

### Bieg 5
| Poz. | Zawodnik         | Reprezentacja             | Czas     | Uwagi |
| ---- | ---------------- | ------------------------- | -------- | ----- |
| 1.   | Tsige Duguma     | Etiopia                   | 21:57,90 | Q     |
| 2.   | Mary Moraa       | Kenia                     | 1:57,95  | Q     |
| 3.   | Shafiqua Maloney | Saint Vincent i Grenadyny | 1:58,23  | Q     |
| 4.   | Anaïs Bourgoin   | Francja                   | 1:58,47  |       |
| 5.   | Abbey Caldwell   | Australia                 | 1:58,49  |       |
| 6.   | Lorea Ibarzabal  | Hiszpania                 | 2:00,71  |       |
| 7.   | Sanu Jallow      | Gambia                    | 2:03,91  | NR    |
| 8.   | Gresa Bakraçi    | Kosowo                    | 2:13,29  |       |

### Bieg 6
| Poz. | Zawodnik              | Reprezentacja     | Czas    | Uwagi |
| ---- | --------------------- | ----------------- | ------- | ----- |
| 1.   | Natoya Goule          | Jamajka           | 1:58,66 | Q     |
| 2.   | Claudia Hollingsworth | Australia         | 1:58,77 | Q     |
| 3.   | Lilian Odira          | Kenia             | 1:58,83 | Q     |
| 4.   | Gabija Galvydytė      | Litwa             | 1:59,18 |       |
| 5.   | Audrey Werro          | Szwajcaria        | 1:59,38 |       |
| 6.   | Allie Wilson          | Stany Zjednoczone | 1:59,69 |       |
| 7.   | Elena Bellò           | Włochy            | 1:59,98 |       |
| 8.   | Tharushi Karunarathna | Sri Lanka         | 2:07,76 |       |

## Repasaże
Rozegrano 4 biegi. Do półfinału awansowało 4 zwyciężczyń oraz dwie zawodniczki z drugiego miejsca z najlepszymi czasami.

### Bieg 1
| Poz. | Zawodnik         | Reprezentacja | Czas    | Uwagi |
| ---- | ---------------- | ------------- | ------- | ----- |
| 1.   | Abbey Caldwell   | Australia     | 2:00,07 | Q     |
| 2.   | Eloisa Coiro     | Włochy        | 2:00,31 |       |
| 3.   | Audrey Werro     | Szwajcaria    | 2:00,62 |       |
| 4.   | Gabija Galvydytė | Litwa         | 2:00,66 |       |
| 5.   | Flávia de Lima   | Brazylia      | 2:01,64 |       |
| 6.   | Halimah Nakaayi  | Uganda        | 2:02,88 |       |
| 7.   | Lorena Martín    | Hiszpania     | 2:03,04 |       |

### Bieg 2
| Poz. | Zawodnik            | Reprezentacja     | Czas    | Uwagi |
| ---- | ------------------- | ----------------- | ------- | ----- |
| 1.   | Anaïs Bourgoin      | Francja           | 1:59,52 | Q     |
| 2.   | Valentina Rosamilia | Szwajcaria        | 1:59,65 | q     |
| 3.   | Allie Wilson        | Stany Zjednoczone | 1:59,73 |       |
| 4.   | Anita Horvat        | Słowenia          | 2:00,56 |       |
| 5.   | Adelle Tracey       | Jamajka           | 2:03,67 |       |
| 6.   | Sanu Jallow         | Gambia            | 2:04,44 |       |
| 7.   | Anna Wielgosz       | Polska            | 2:05,77 |       |
| 8.   | Layla Almasri       | Palestyna         | 2:16,72 |       |

### Bieg 3
| Poz. | Zawodnik             | Reprezentacja                      | Czas    | Uwagi |
| ---- | -------------------- | ---------------------------------- | ------- | ----- |
| 1.   | Rose Mary Almanza    | Kuba                               | 2:01,54 | Q     |
| 2.   | Jazz Shukla          | Kanada                             | 2:02,00 |       |
| 3.   | Catriona Bisset      | Australia                          | 2:02,35 |       |
| 4.   | Elena Bellò          | Włochy                             | 2:02,91 |       |
| 5.   | Oratile Nowe         | Botswana                           | 2:03,91 |       |
| 6.   | Léna Kandissounon    | Francja                            | 2:03,40 |       |
| 7.   | Perina Lokure Nakang | Olimpijska reprezentacja uchodźców | 2:11,33 |       |
| –    | Gresa Bakraçi        | Kosowo                             | DQ      |       |

### Bieg 4
| Poz. | Zawodnik                | Reprezentacja | Czas    | Uwagi |
| ---- | ----------------------- | ------------- | ------- | ----- |
| 1.   | Majtie Kolberg          | Niemcy        | 1:59,08 | Q     |
| 2.   | Vivian Chebet Kiprotich | Kenia         | 1:59,31 | q     |
| 3.   | Lorea Ibarzabal         | Hiszpania     | 1:59,81 |       |
| 4.   | Eveliina Määttänen      | Finlandia     | 2:00,38 |       |
| 5.   | Nelly Jepkosgei         | Bahrajn       | 2:01,12 |       |
| 6.   | Habitam Alemu           | Etiopia       | 2:02,73 |       |
| 7.   | Tharushi Karunarathna   | Sri Lanka     | 2:06,66 |       |
| 8.   | Amal Al Roumi           | Kuwejt        | 2:12,13 |       |

## Półfinały
Rozegrano 3 biegi. Do półfinału awansowały 4 zawodniczki z pierwszego i drugiego miejsca oraz dwie zawodniczki z najlepszymi czasami.

### Bieg 1
| Poz. | Zawodnik            | Reprezentacja   | Czas    | Uwagi |
| ---- | ------------------- | --------------- | ------- | ----- |
| 1.   | Mary Moraa          | Kenia           | 1:57,86 | Q     |
| 2.   | Worknesh Mesele     | Etiopia         | 1:58,06 | Q     |
| 3.   | Daily Cooper Gaspar | Kuba            | 1:58,39 |       |
| 4.   | Phoebe Gill         | Wielka Brytania | 1:58,47 |       |
| 5.   | Abbey Caldwell      | Australia       | 1:58,52 |       |
| 6.   | Natoya Goule        | Jamajka         | 1:59,14 |       |
| 7.   | Valentina Rosamilia | Szwajcaria      | 1:59,27 |       |
| 8.   | Noélie Yarigo       | Benin           | 2:01,35 |       |

### Bieg 2
| Poz. | Zawodnik                | Reprezentacja             | Czas    | Uwagi |
| ---- | ----------------------- | ------------------------- | ------- | ----- |
| 1.   | Tsige Duguma            | Etiopia                   | 1:57,47 | Q     |
| 2.   | Shafiqua Maloney        | Saint Vincent i Grenadyny | 1:57,59 | Q     |
| 3.   | Juliette Whittaker      | Stany Zjednoczone         | 1:57,76 | q     |
| 4.   | Rénelle Lamote          | Francja                   | 1:57,58 | q     |
| 5.   | Jemma Reekie            | Wielka Brytania           | 1:58,01 |       |
| 6.   | Gabriela Gajanová       | Słowacja                  | 1:58,22 | NR    |
| 7.   | Majtie Kolberg          | Niemcy                    | 1:58,52 |       |
| 8.   | Vivian Chebet Kiprotich | Kenia                     | 1:59,64 |       |

### Bieg 3
| Poz. | Zawodnik              | Reprezentacja     | Czas    | Uwagi |
| ---- | --------------------- | ----------------- | ------- | ----- |
| 1.   | Keely Hodgkinson      | Wielka Brytania   | 1:56,86 | Q     |
| 2.   | Prudence Sekgodiso    | Południowa Afryka | 1:57,57 | Q     |
| 3.   | Nia Akins             | Stany Zjednoczone | 1:58,20 |       |
| 4.   | Lilian Odira          | Kenia             | 1:58,53 |       |
| 5.   | Rose Mary Almanza     | Kuba              | 1:58,73 |       |
| 6.   | Anaïs Bourgoin        | Francja           | 1:59,62 |       |
| 7.   | Claudia Hollingsworth | Australia         | 2:01,51 |       |
| 8.   | Rachel Pellaud        | Szwajcaria        | 2:03,36 |       |

## Finał
| Pozycja | Zawodnik           | Reprezentacja             | Czas    | Uwagi |
| ------- | ------------------ | ------------------------- | ------- | ----- |
| złoto   | Keely Hodgkinson   | Wielka Brytania           | 1:56,72 |       |
| srebro  | Tsige Duguma       | Etiopia                   | 1:57,15 | PB    |
| brąz    | Mary Moraa         | Kenia                     | 1:57,42 |       |
| 4.      | Shafiqua Maloney   | Saint Vincent i Grenadyny | 1:57,66 |       |
| 5.      | Rénelle Lamote     | Francja                   | 1:58,19 |       |
| 6.      | Worknesh Mesele    | Etiopia                   | 1:58,28 |       |
| 7.      | Juliette Whittaker | Stany Zjednoczone         | 1:58,50 |       |
| 8.      | Prudence Sekgodiso | Południowa Afryka         | 1:58,79 |       |